# Svartsnäppa
Svartsnäppa (Tringa erythropus) är en vadarfågel som tillhör familjen snäppor. Den häckar i nordligaste Europa och norra Asien. Vintertid flyttar den till Medelhavsområdet och södra Asien, ibland även tropiska Afrika. Under häckningstid har den helsvart dräkt, därav namnet. I vinterdräkt är den dock gråvit med röda ben. Globalt anses svartsnäppans bestånd vara livskraftigt. I Sverige minskar den dock i antal och kategoriseras som nära hotad.

## Kännetecken

### Utseende
Svartsnäppan är en 29–33 centimeter lång vadare med rätt långa ben och lång näbb. Den är karakteristiskt helsvart i häckningsdräkt med små vita prickar på ovansidan. I den kraftfulla flykten syns enfärgade vingar och vit övergump som övergår i en vit kil på ryggen.
Fåglar i vinterdräkt är mest lika rödbenan, med gråvit dräkt, röda ben och rött även på näbben. Svartsnäppan är dock slankare med längre och tunnare näbb som längst ut har en något nedåtböjd spets. Det röda på näbben är begränsat till undre näbbhalvan, det vita ögonbrynet är tydligare markerat och fjäderdräkten gråare ovan och vitare under. Ungfågeln är tätt tvärvattrad undertill (ung rödbena har ljus buk och streckat bröst).

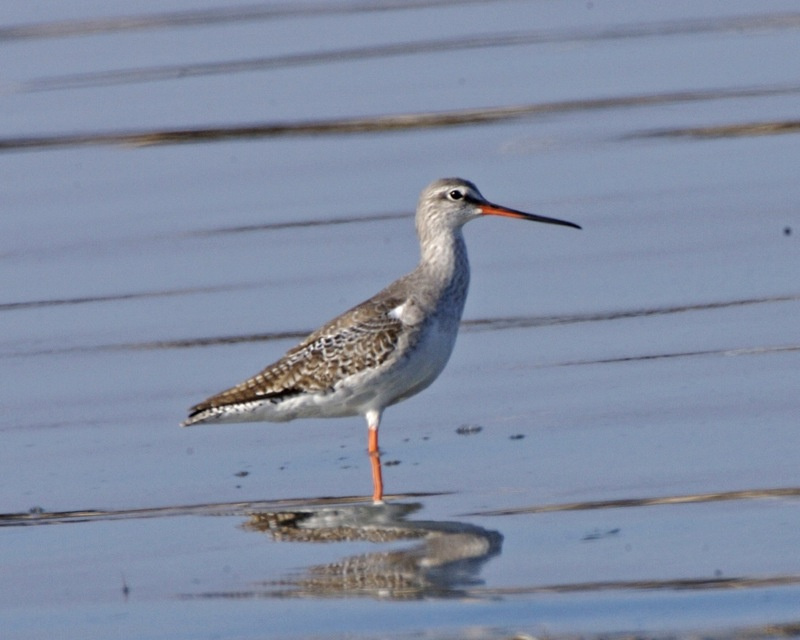
Adult svartsnäppa i vinterdräkt.

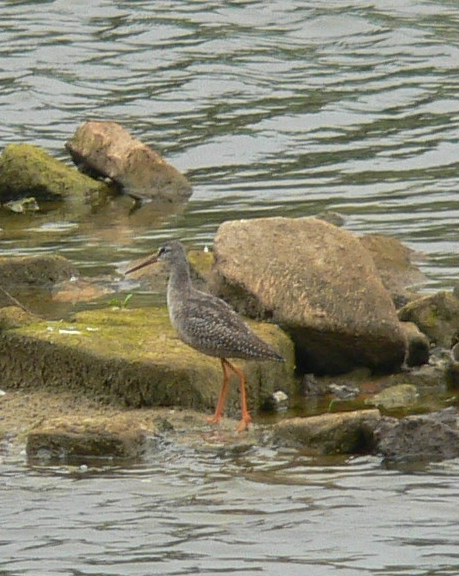
Juvenil svartsnäppa. Notera den helgrå grundtonen, det mörka tygelstrecket och det ljusa ögonbrynsstrecket som är tydligast framför ögat, de orangefärgade benen och den raka, långa, tunna näbben som är mörk med anstrykning åt rödorange närmast näbbroten.

### Läte
Sången som utförs i spelflykt är ett ödsligt, malande "trrruuiie trrruuiie trrruuiie...", medan locklätet är en mycket typisk, tvåstavig vissling, "tju-itt!".

## Utbredning
Svartsnäppan häckar från norra Skandinavien och nordvästra Ryssland via norra Sibirien österut till Tjuktjerhalvön.
Den är flyttfågel och övervintrar från Västeuropa och Medelhavet till tropiska Afrika och österut genom Persiska viken och Indien till Sydostasien, sydöstra Kina och Taiwan. Felflugna individer har påträffats i stora delar av världen, i bland annat Zambia i södra Afrika, USA (från öar i Alaska söderut till Texas, främst under vår och höst, dock fåtaligare sedan 1990-talet) Västindien på Puerto Rico, Guadeloupe och Barbados och i Filippinerna.

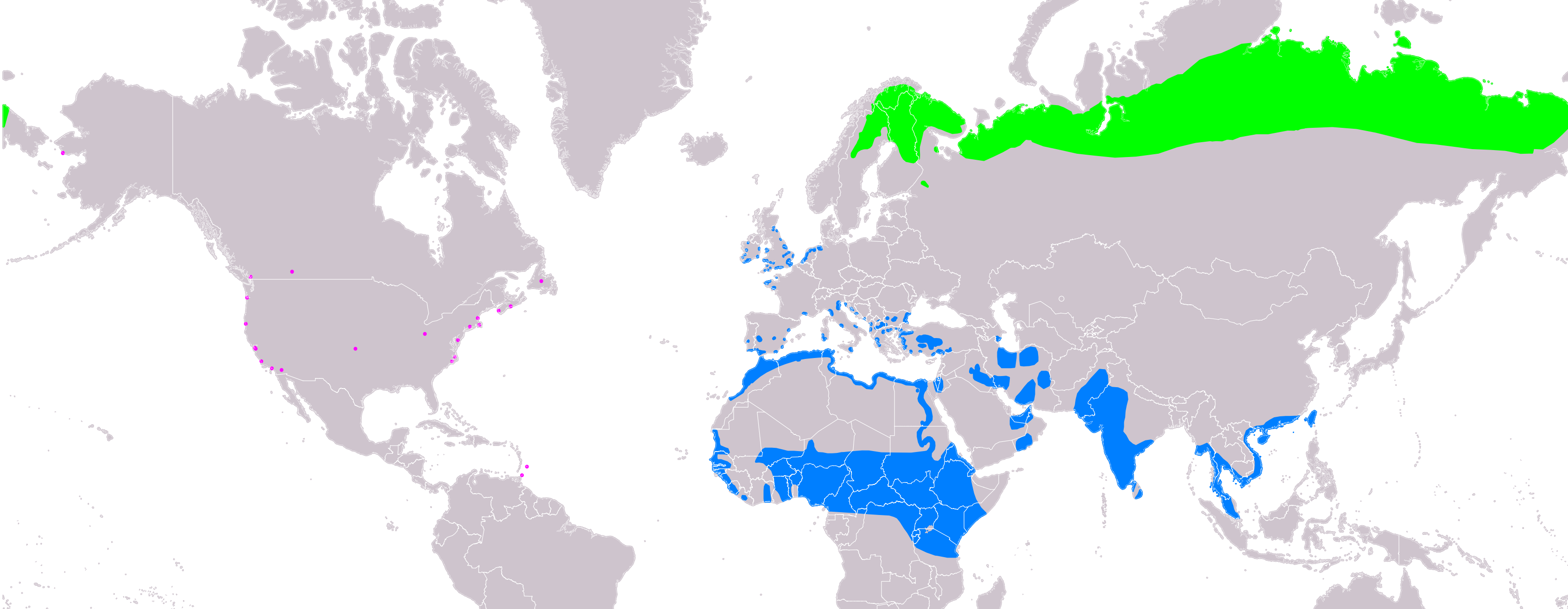
Svartsnäppans utbredningsområde, där grönt betecknar vistelse häckningstid och blått övervintringsområde.

### Förekomst i Sverige
I Sverige häckar svartsnäppan främst i inre Norrland i barrskog i närheten av myrar, söderut till Jämtland. I övriga landet syns den under flyttningen. Honorna börjar flytta i juni, följda av hanarna i juli och ungfåglarna i augusti–september. 

## Taxonomi och systematik
Svartsnäppan beskrevs för första gången som art 1764 av Peter Simon Pallas, som Scolopax erythropus. Dess närmaste släktingar är den amerikanska arten större gulbena (Tringa melanoleuca) och gluttsnäppa. Den behandlas som monotypisk, det vill säga att den inte delas in i några underarter.

## Ekologi

### Föda
Liksom de flesta vadarfåglar livnär den sig av små ryggradslösa djur, mer specifikt vattenlevande insekter och deras larver, små kräftdjur, mollusker, havsborstmaskar samt småfisk och amfibier upp till sex till sju centimeter långa. Den födosöker både på dagen och natten. Jämfört med rödbenan vadar den oftare på djupare vatten och till och med simmar och tippar likt en and.

### Häckning
Honor är ofta polygama. Boet är en grund urgröpning i marken på öppen fuktig taiga. Honan lägger tre till fyra ägg.

## Status och hot
Arten har ett stort utbredningsområde och en stor population med stabil utveckling. Utifrån dessa kriterier kategoriserar IUCN arten som livskraftig (LC). Världspopulationen uppskattades 2015 till 110 000–270 000 individer, varav det i Europa tros häcka 20 500–54 000 par.
Svartsnäppan hotas av habitatförlust på rastplatser och i dess övervintringsområden. Våtmarksområdden i Ghana degraderas av erosion och utdikning. I Kina och Sydkorea exploateras viktiga rastplatser utmed Gula havet, vilket resulterat i ökad förorening och mindre mängd sediment.

### Status i Sverige
Den svenska populationen uppskattas till 8 600 häckande individer. De senaste 15 åren tros den ha minskat i antal med cirka 20 %. Sedan 2020 listas den därför som nära hotad på Artdatabankens rödlista.

## Namn
Svartsnäppan har förr även kallats svartgrå snäppare, strandryttare, mörk beckasin och harlekinsnäppa. Det vetenskapliga namnet erythropus betyder "rödfotad" efter grekiskans eruthros ("röd") och pous ("fot").